# Skagafjörður
Skagafjörður (IJslands: Sveitarfélagið Skagafjörður) is een gemeente in het noorden van IJsland in de regio Norðurland vestra. Het heeft 4.010 inwoners (in 2013) en een oppervlakte van 4180 km². De gemeente ontstond op 6 juni 1998 door het samenvoegen van de stad Sauðárkrókur met tien andere gemeentes. De grootste plaatsen in de gemeente zijn Sauðárkrókur met 2.575 inwoners, Hofsós met 171 inwoners, Varmahlíð met 128 inwoners en Hólar met 78 inwoners (in 2013).

## Voormalige gemeentes
- Sauðárkrókskaupstaður
- Skefilsstaðahreppur
- Skarðshreppur
- Staðarhreppur
- Seyluhreppur
- Lýtingsstaðahreppur
- Rípurhreppur
- Viðvíkurhreppur
- Hólahreppur
- Hofshreppur
- Fljótahreppur

Húnaþing vestra · Húnabyggð · Skagabyggð · Skagafjörður · Skagaströnd